# 小嵴真蛞蝓
小嵴真蛞蝓（学名：Eulimax brandti）为蛞蝓科真蛞蝓属的动物。分布于俄罗斯以及中国大陆的新疆等地，生活环境为陆地，常见于山区潮湿的杂草丛中、溪边灌木丛里石块下以及阴暗潮湿多腐殖质处。